# Ужранкі
Ужранкі (пол. Użranki, нім. Königshöhe) — село в Польщі, у гміні Мронгово Мронґовського повіту Вармінсько-Мазурського воєводства.
Населення — 250 осіб (2011).

## Демографія
Демографічна структура станом на 31 березня 2011 року:
|          | Загалом | Допрацездатний вік | Працездатний вік | Постпрацездатний вік |
| -------- | ------- | ------------------ | ---------------- | -------------------- |
| Чоловіки | 122     | 24                 | 88               | 10                   |
| Жінки    | 128     | 25                 | 84               | 19                   |
| Разом    | 250     | 49                 | 172              | 29                   |